# Chisamba Lungu
Chisamba Lungu (* 31. Januar 1991 in Kafue) ist ein sambischer ehemaliger Fußballspieler. Der zumeist auf der rechten Außenbahn eingesetzte Spieler gewann 2012 mit der sambischen Nationalmannschaft den Afrika-Cup.

## Verein
Chisamba Lungu kam zur Saison 2007 von seinem Jugendklub Kafue FC auf Leihbasis zum Zanaco FC aus Lusaka, der in der Zambian Premier League spielte. Bei Zanaco spielte er unter Trainer Wesley Mondo an der Seite zahlreicher weiterer talentierter Nachwuchsspieler, darunter Banda Henry, Ignitious Lwipa, Rogers Kola, Yorum Mwila und Stophira Sunzu. Im November 2008 nahm er mit seinem Landsmann Nathan Sinkala als Teil eines Afrika-Teams an mehreren Testspielen in Russland teil, denen auch zahlreiche europäische Scouts beiwohnten. Im Frühjahr 2009 trainierte er für drei Monate beim armenischen Erstligisten Pjunik Jerewan, bevor er schließlich Mitte 2009 einen Vertrag beim georgischen Erstligisten Baia Sugdidi erhielt, bei dem er beim Klassenerhalt zu den Leistungsträgern des Teams zählte. Seine Transferrechte lagen derweil bei Lusaka Celtic, das eine Kooperation mit der russischen Spieleragentur ESA unterhält, die auch Lungu betreut. Nach einer Spielzeit in Georgien wechselte Lungu im Juni 2010 zum russischen Zweitligisten Ural Jekaterinburg, bei dem er der erste afrikanische Spieler der Klubgeschichte wurde.
Im Sommer 2017 wurde er vom türkischen Erstligisten Alanyaspor verpflichtet. Doch schon zur folgenden Winterpause kehre er in seine Heimat Sambia zurück und spielte vier Monate für den Buildcon FC. Seit dem Sommer 2018 steht er nun bei Nkana FC unter Vertrag. Dort gewann er bisher jeweils einmal den nationalen Pokal sowie die Meisterschaft.

## Nationalmannschaft
Lungu durchlief sämtliche sambische Auswahlteams. Mit der U-17-Auswahl unter Trainer Wedson Nyirenda scheiterte er 2006 in der Qualifikation für die U-17-Afrikameisterschaft 2007. Bereits 2008 gehörte er zeitweilig zum Aufgebot der sambischen Ligaauswahl, die im Rahmen der Qualifikation für die Afrikanische Nationenmeisterschaft 2009 gegen Botswana spielte. In der Qualifikation zur U-20-Afrikameisterschaft 2009 spielte er mit dem sambischen Team in der ersten Qualifikationsrunde gegen Mauritius, im Dezember 2008 folgte der Gewinn der Bronzemedaille beim SADC Zone Six U-20-Turnier. Nach seinem Wechsel nach Georgien trainierte Lungu zeitweise auch mit der georgischen U-21-Auswahl, ein Verbandswechsel kam aber nicht zustande.
Für den CECAFA-Cup im Dezember 2010 wurde Lungu von Nationaltrainer Dario Bonetti erstmals in die sambische A-Nationalmannschaft berufen. Er debütierte in der Auftaktpartie gegen Tansania, brach sich bei dem 1:0-Sieg aber den Mittelfuß und fiel für den weiteren Turnierverlauf aus. Mit der sambischen Olympiaauswahl (U-23) spielte Lungu in der Qualifikation für die Olympischen Spiele 2012 in Großbritannien und erhielt bei einem 1:0-Sieg in Ruanda von den Fans des Gastgebers Ovationen für seine Dribblings. Das Team unterlag letztlich Algerien und verpasste dadurch die Teilnahme am U-23-Afrika-Cup und damit auch eine mögliche Qualifikation für die Olympischen Spiele.
Unter Bonettis Nachfolger Hervé Renard reiste Lungu im November 2011 mit einer hauptsächlich aus in Sambia aktiven Spielern bestehenden Auswahl ins Trainingslager nach Indien und empfahl sich für einen Platz im Kader bei der Afrikameisterschaft 2012. Von Renard wurde der offensive Rechtsaußen in der Folge auch als Außenverteidiger aufgeboten und letztlich für die kontinentale Endrunde nominiert. Lungu stand in den ersten beiden Turnierpartien gegen Senegal (2:1) und Libyen (2:2) als rechter Außenverteidiger in der Startaufstellung, war allerdings an allen drei Gegentoren entscheidend beteiligt. Für das letzte Gruppenspiel gegen Co-Gastgeber Äquatorialguinea rückte Lungu ins Mittelfeld, eine Position, die er auch beim 3:0-Sieg im Viertelfinale gegen den Sudan begleitete. Beim 1:0-Erfolg im Halbfinale gegen die favorisierten Ghanaer entschied sich Renard zunächst für eine defensivere Variante und ersetzte Lungu durch Francis Kasonde, Lungu kam aber im Verlauf der zweiten Halbzeit auf den Platz. Im Finale gegen die Elfenbeinküste stand er dann erneut in der Startelf und verwandelte beim 8:7-Sieg im Elfmeterschießen einen Elfmeter.

## Erfolge
- Afrikameister: 2012
- Sambischer Pokalsieger: 2018
- Sambischer Meister: 2020